# Ляо Ёк Фанг

Ляо Ёк Фанг

Ляо Ёк Фанг (англ. Liaw Yock Fang, кит. трад. 廖裕芳)  (14 сентября 1936, Сингапур) – 23 апреля 2016, Сингапур)  - сингапурский учёный, специалист по малайскому языку и малайской литературе, а также по индонезийскому языку.

## Краткая биография
В 1963 году окончил Университет Индонезия, в 1971 году - Лейденский университет со званием магистра, а в 1976 году  защитил диссертацию «Малаккский кодекс» на ученое звание доктора философии в том же университете.  Профессор Национального университета Сингапура. Опубликовал более 100 книг и научных статей в Сингапуре, Малайзии, Индонезии, Брунее, Нидерландах.

## Основные труды[2]
- Kesusasteraan Nanyang (Литература китайского зарубежья). Singapore, 1959-1960.
- Ikhtisar Kritik Sastra (Основы литературной критики), 1970 (совместно с Х. Б. Яссином)  (повторное издание:  Singapura: Pustaka Nasional,  1974, 1985).
- The complete poems of Chairil Anwar / edited and translated by Law Yock Fang; with the assistance of H.B. Jassin. Singapore: Universiti Education Press, 1974.
- Puncak sembilan (Девятая вершина), 1975 (совместно с С.Н. Масури)
- Sejarah Kesusastraan Melayu Klasik (История классической малайской литературы).  Singapura, Pustaka Nasional, 1975 (последующие издания:  1982; Jakarta: Penerbit Erlangga, 1991;  Jakarta: Yaasan Obor Indonesia, 2001).
- Undang-Undang Melaka, a critical edition. Koninklijk Instituut voor Taal-, Land- en Volkenkunde, Martinus Nijhoff, The Hague, 1976.
- Undang-undang Melaka (Малаккский кодекс). The Hague : M. Nijhoff, 1976.
- Nahu Melayu Moden (Грамматика современного малайского языка).  Singapura: Pustaka Nasional, 1985.
- Standard Malay Made Simple (Стандартный малайский в простом изложении).  Singapore: Times Books International, 1988 (последующие издания 1992, 2005).
- Standard Indonesian Made Simple (совместно с Нини Тилей-Нотодисурьо). Kuala Lumpur: Times Books International, 1989.
- Speak Standard Indonesian, 1990, (совместно с Мунади Патмадивириа и Абдуллахом Хассаном).
- Speak Standard Malay: A Beginner's Guide. Singapore: Times Books International,  1992 (повторное и исправленнон издание: Batu Caves, Selangor : Crescent News (KL), 2012).
- Sejarah kesusasteraan Melayu klasik : jilid 2 (История классической малайской литературы: том 2).   Penyunting H.B. Jassin. Jakarta: Penerbit Erlangga , 1993.
- Nahu Melayu Modern (Грамматика современного малайского языка), 1994 (совместно с Абдуллахом Хассаном).
- Easy Indonesian Vocabulary: 1001 Essential Words, 1995.
- Indonesian Grammar Made Easy, 1996, II (совместно с Лео Сурьядинатой) (повторное издание в 2005 году).
- Essential  Indonesian Reading: v. 1: A Learner's Guide  (совместно с Лео Сурьядинотой), 1998 (второе издание 2005).
- Malay Grammar Made Easy: A Comprehensive Guide.  Singapore: Times Book International, 1999.
- Undang-undang Melaka dan Undang-undang Laut (Малаккский кодекс и Морской кодекс). Kuala Lumpur: Yayasan Karyawan, 2003.
- Indonesian in 3 Weeks, 2003.
- Malay for daily use. Shah Alam: Marshall Cevendish, 2006.
- Naskah Undang-Undang Melaka: Suatu Tinjauan (Рукопись Малаккского кодекса: Анализ). - "Sari" N 25. Bangi: Universiti Kebangsaan Malaysia, 2007, p. 85- 94.

## Награды
- Литературная малайская премия Сингапура (малайск. Anugerah Persuratan), 2011